# Caroline av Danmark
Caroline av Danmark, född 28 oktober 1793 i Köpenhamn, död 31 mars 1881, var arvprinsessa av Danmark. Hon var äldsta dotter till Fredrik VI av Danmark och Maria Sofia Fredrika av Hessen-Kassel och gifte sig 1 augusti 1829 med arvprins Fredrik Ferdinand av Danmark.

## Biografi

### Födelse

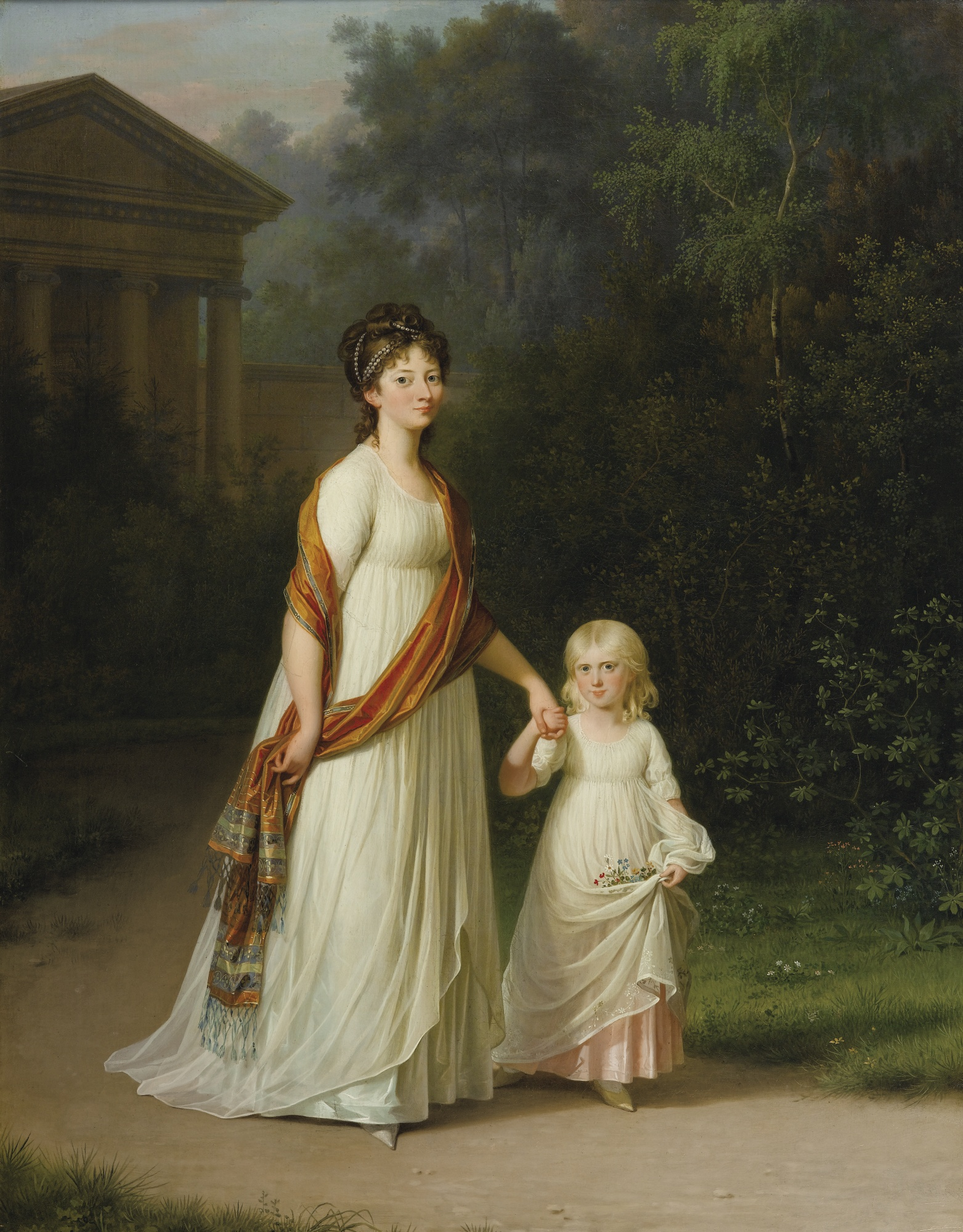
Kronprinsessan Maria Sofia Fredrika med sin dotter Prinsessan Caroline. Målad av Jens Juel, omkring 1800.

Prinsessan Caroline föddes 28 oktober 1793 på Christiansborgs slott, danska kungahusets dåvarande huvudresidens på ön Slotsholmen i centrala Köpenhamn. Hon var det tredje barnet till kronprins Fredrik (senare kung Fredrik VI av Danmark) och kronprinsessan Maria Sofia Fredrika. Carolines födelse firades mycket eftersom hennes två äldre syskon hade dött kort efter deras födelse. Sålunda lät en borgare på eget initiativ prägla en silvermedalj till minne av födelsen, vars ena sida visade en vagga med inskriptionen: "Denne er Dydens Løn, flere er Folkets Bøn!" Ändå blir hon och hennes fjorton år yngre syster prinsessan Vilhelmina de enda av kungaparets åtta barn som når vuxen ålder.
Prinsessan Caroline föddes under sin farfar kung Kristian VII:s regeringstid, men på grund av kungens psykiska sjukdom kunde han inte själv leda regeringen. 1784 hade hennes far, den unge kronprinsen Fredrik, tagit makten i en palatsrevolution och var nu den verklige härskaren som kronprinsregent av Danmark-Norge.

### Uppväxt

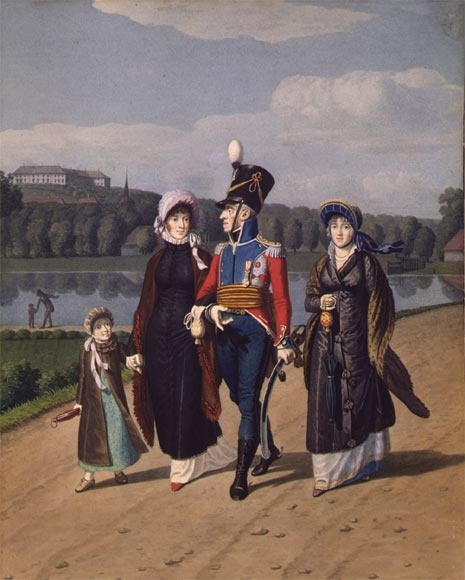
Drottning Marie och kung Fredrik VI promenerar med sina döttrar i Frederiksberg Have på 1810-talet. Akvarell av Johannes Senn, omkring 1813.

Den 26 februari 1794, fyra månader efter hennes födelse, brann Christiansborgs slott ner. Prinsessan Caroline flyttade sedan med sin familj till slottsanläggningen Amalienborg i stadsdelen Frederiksstaden i Köpenhamn, där hon växte upp med sin yngre syster prinsessan Vilhelmina i Schacks palats. Somrarna tillbringade familjen på Frederiksbergs slott strax utanför Köpenhamn. Under hela sitt liv hade hon en nära relation med sin pappa. Hon fick en bred, men inte särskilt grundlig eller djup utbildning, genomförd av privata lärare. Under överinseende av sin guvernant, en fröken Jensen från staden Schleswig, undervisades hon i danska av professor Frederik Høegh-Guldberg, i teckning av blomstermålaren Johannes Ludvig Camradt och i musik av kompositörerna Christoph Ernst Friedrich Weyse och Friedrich Kuhlau.

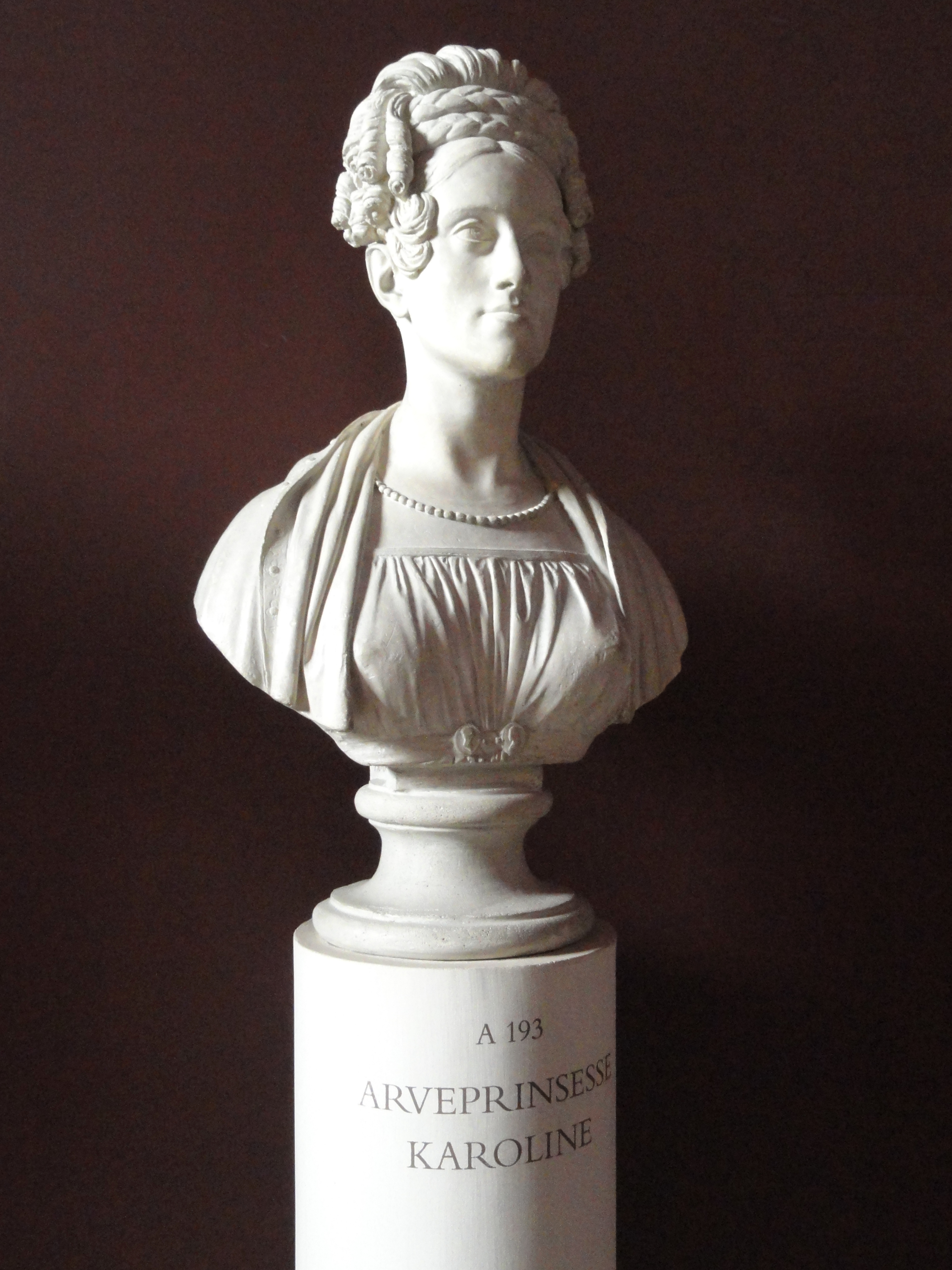
Byst av Prinsessan Caroline, skulpterad av Bertel Thorvaldsen, omkring 1819.

Vid kung Christian VII:s död 1808 besteg hennes far äntligen tronen som kung Fredrik VI. Trots detta var Prinsessan Caroline på grund av sitt kön inte tronarvinge, men kallades trots detta ofta för kronprinsessa.

### Äktenskap

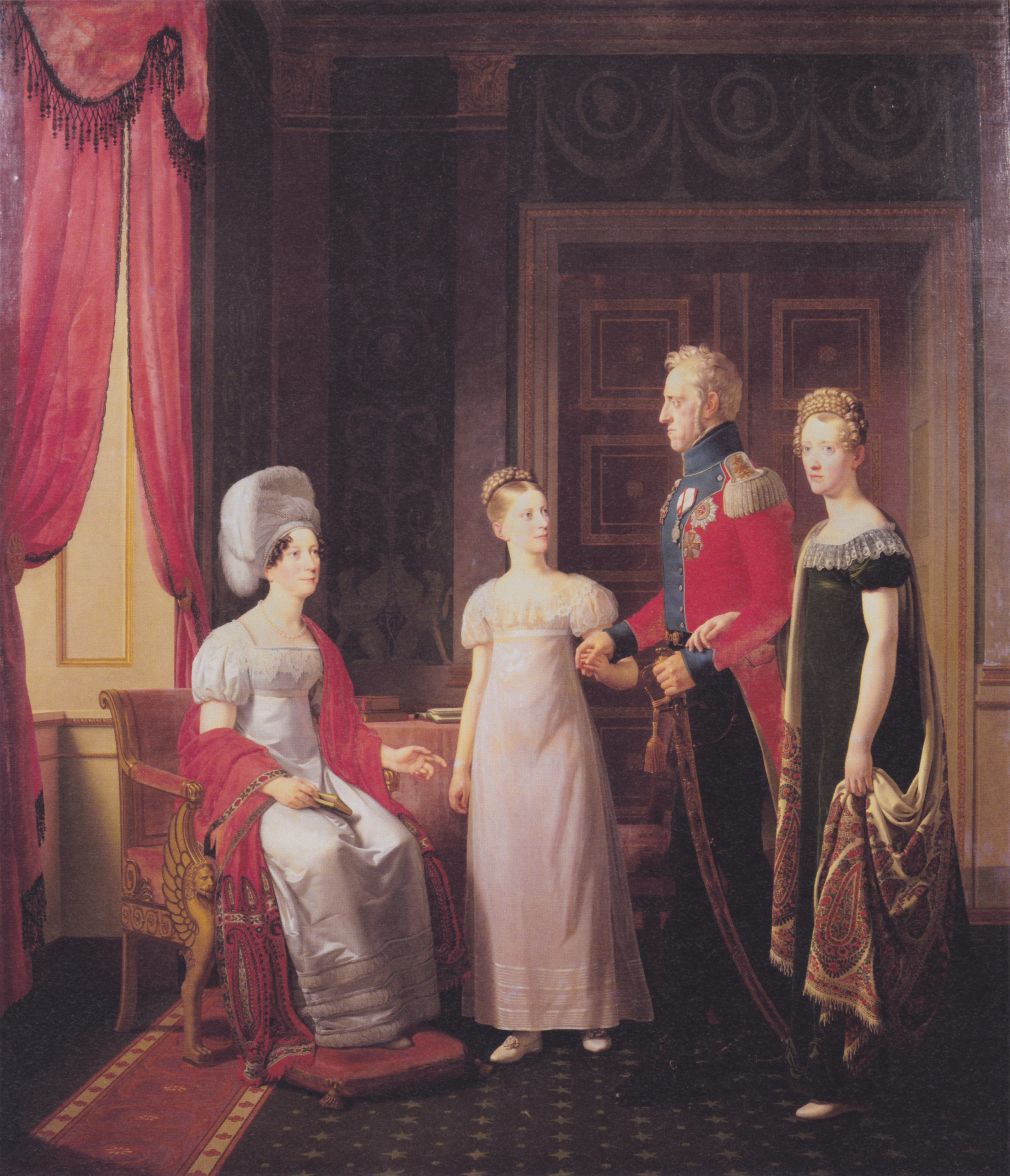
Drottning Marie och kung Fredrik VI med sina döttrar. Målad av Christoffer Wilhelm Eckersberg, 1821.

Prinsessan Caroline beskrevs inte som särskilt begåvad eller vacker, men som kungens äldsta dotter ansågs hon ändå vara en åtråvärd brud. Under hennes ungdom planerades flera möjliga äktenskap för henne men utan resultat.
Redan två år efter faderns trontillträde föreslog kejsare Napoleon I 1810 ett äktenskap mellan den 17-åriga prinsessan och Sveriges nyligen utnämnde tronarvinge, den 41-årige prins Kristian August av Augustenburg; hennes far var skeptisk men inte desto mindre började äktenskapsförhandlingar, som dock avbröts av Christian Augusts oväntade död kort därefter. I september 1812 trolovades prinsessan Caroline med sin mors bror, den 17 år äldre prins Kristian av Hessen. Men året efter förlovningen drabbades han av ett sammanbrott och dog i november 1814 vid 38 års ålder. Under de följande åren fanns det olika äktenskapsplaner, och bland de potentiella brudgummen var den 28 år äldre brittiske prinsen Vilhelm, hertig av Clarence, den blivande kungen Vilhelm IV.

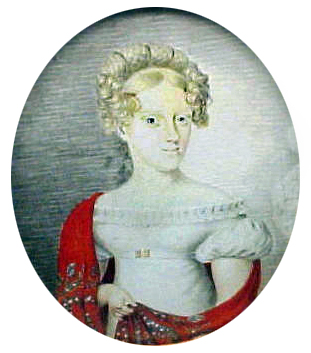
Prinsessan Caroline som ung på 1820-talet.

Kung Frederik VI var dock ovillig att gå med på något utländskt äktenskap som skulle avlägsna hans dotter från Danmark. Slutligen bestämmer han sig för ett äktenskap mellan prinsessan Caroline och kungens kusin, prins Fredrik Ferdinand av Danmark. Prins Ferdinand var en yngre son till kungens farbror, arvprins Fredrik av Danmark, och yngre bror till prins Kristian Fredrik, den senare kung Kristian VIII. Prins Ferdinand var därmed nummer tre i den danska tronföljden, och äktenskapet arrangerades av dynastiska skäl. Den 1 augusti 1829 stod bröllopet i slottskyrkan på Frederiksbergs slott, där makarna vigdes av den kungliga hovpredikanten Jacob Peter Mynster. Efter vigseln kallades hon inte längre kronprinsessa förrän maken 1848 blev arvprins.
Det nygifta paret flyttade in i Bernstorffska palatset i centrala Köpenhamn, där de bodde resten av sina liv. Det arrangerade äktenskap var barnlöst men visade sig i övrigt vara lyckligt på många sätt, och Caroline kom så småningom att leva ganska harmoniskt med sin make. Hon tolererade hans återkommande äktenskapsbrott och gjorde sitt bästa för att lindra hans ständiga ekonomiska problem.

### Arvprinsessa

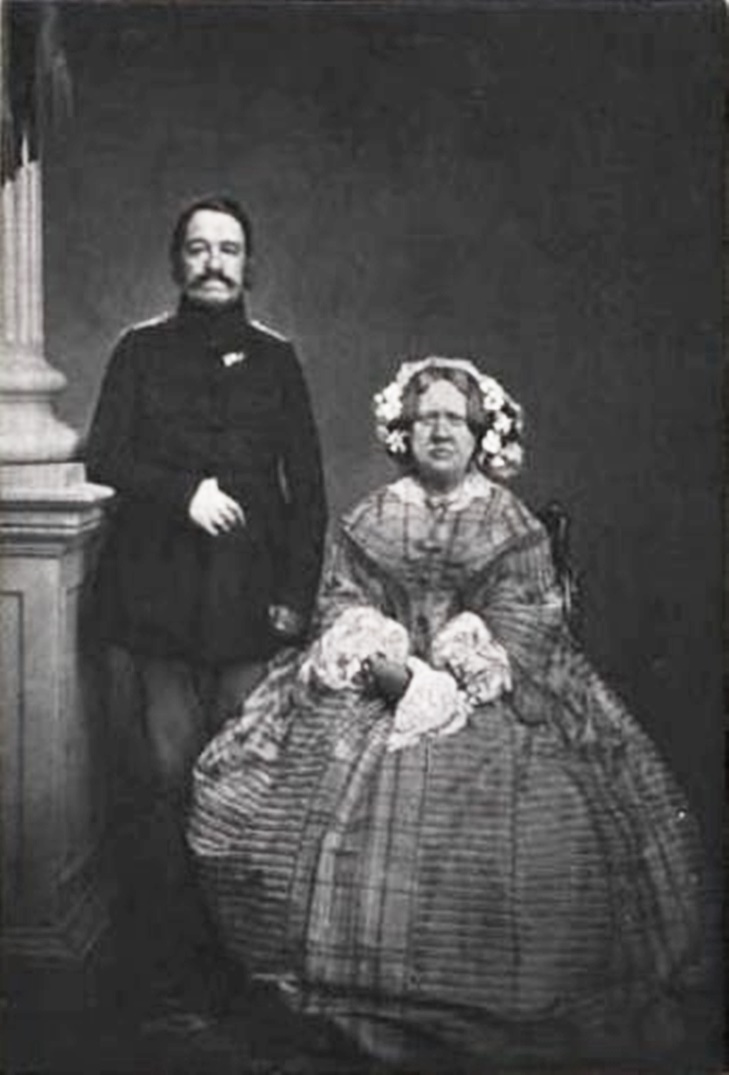
Ferdinand och Caroline av Danmark ca 1860.

Caroline blev allvarligt bränd, framför allt i ansiktet, vid en eldsvåda 1830 och förblev vanställd livet igenom. Hon anmärkte själv, då hon såg i en spegel som gammal, att hon var så ful att hon var uppriktigt tacksam över att hon över huvud taget hade haft några vänner som kunde stå ut med att se henne. Hon blev utsatt för en liknande olycka år 1858.
Maken blev 1839 kommendant och hon åtföljde honom på hans inspektionsturer genom landet; hon var en skicklig ryttare och paraderade framför trupperna till häst, och från 1831 till närvarade hon vid inspektionen av Århus trupper. Hon grundade ett sinnessjukhus i Århus (1836) och var beskyddare för Vallö stift (1852). 

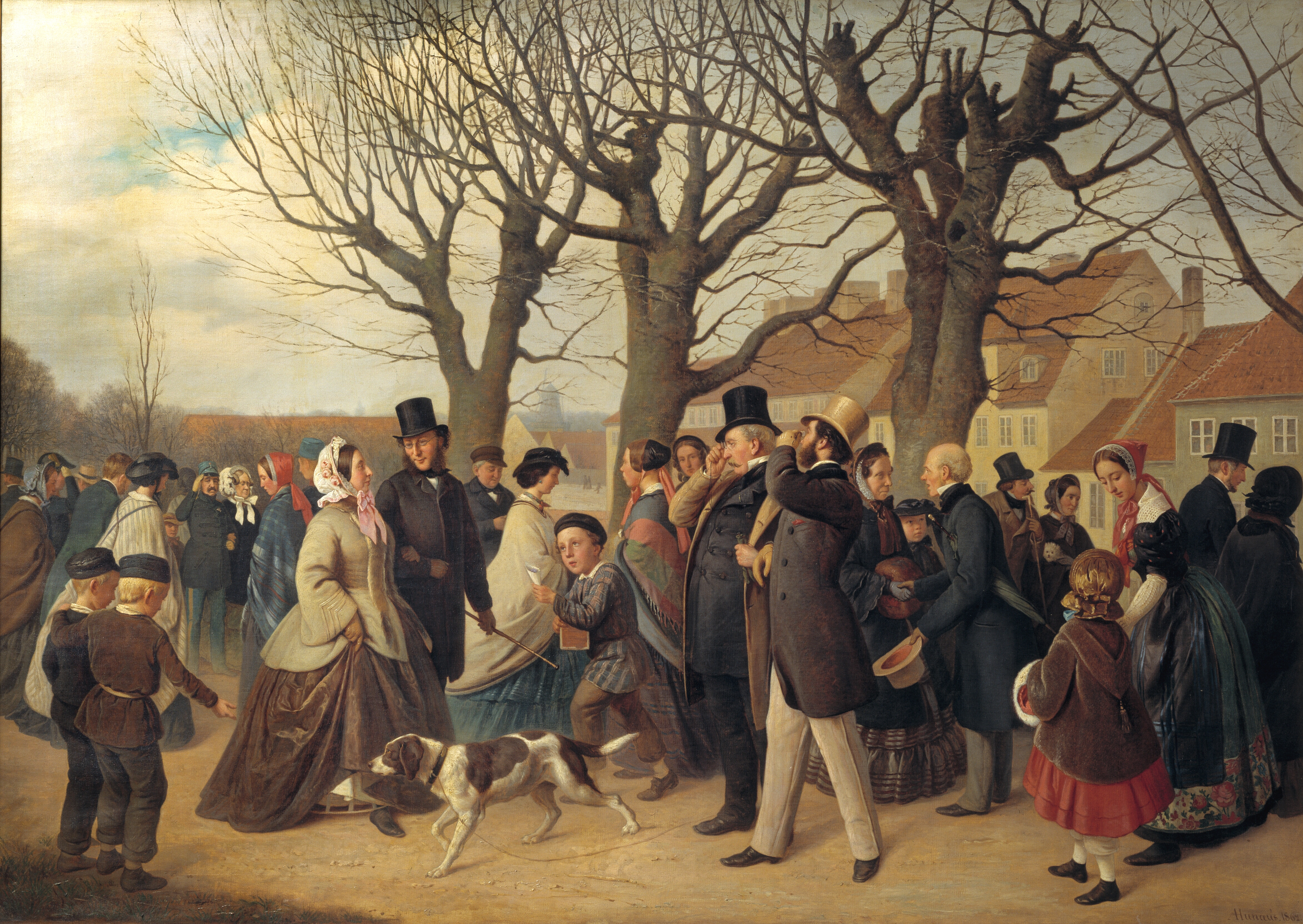
Arvprinsessan Caroline och arvprins Ferdinand finns med i mängden (i bakgrunden till vänster) i Andreas Herman Hunæus genremålning På Københavns volde aftenen før Store Bededag från 1862.

Efter faderns död (1839) visade hon sig sällan vid hovet, där maken senare fick till uppgift att vara eskort åt Louise Rasmussen (grevinnan Danner). Hon var en stor patriot som brukade säga att det inte fanns någon anledning att resa och lämna Danmark, och hon blev särskilt populär då hon och maken stannade i Köpenhamn under koleran 1853. Hon blev aldrig drottning eftersom maken dog kort före kungen 1863. Hon ägnade resten av livet åt att betala makens skulder. Arvprinsessan Caroline dog 87 år gammal den 31 mars 1881 i sitt residens i Bernstorffs Palæ i Köpenhamn. Hon begravdes bredvid sin man i Roskilde domkyrka, som sedan  1400-talet varit gravkyrka för de danska monarkerna.

## Antavla
|                        |  |  |  |  |  |  |  |                                          |  |  |  |  |  |  |  |                                        |  |  |  |  |  |  |  | 8. Kung Fredrik V                         |
|                        |  |  |  |  |  |  |  |                                          |  |  |  |  |  |  |  |                                        |  |  |  |  |  |  |  |                                           |
|                        |  |  |  |  |  |  |  |                                          |  |  |  |  |  |  |  | 4. Kung Kristian VII                   |  |  |  |  |  |  |  |                                           |
|                        |  |  |  |  |  |  |  |                                          |  |  |  |  |  |  |  |                                        |  |  |  |  |  |  |  |                                           |
|                        |  |  |  |  |  |  |  |                                          |  |  |  |  |  |  |  |                                        |  |  |  |  |  |  |  | 9. Louise av Storbritannien               |
|                        |  |  |  |  |  |  |  |                                          |  |  |  |  |  |  |  |                                        |  |  |  |  |  |  |  |                                           |
|                        |  |  |  |  |  |  |  | 2. Kung Fredrik VI                       |  |  |  |  |  |  |  |                                        |  |  |  |  |  |  |  |                                           |
|                        |  |  |  |  |  |  |  |                                          |  |  |  |  |  |  |  |                                        |  |  |  |  |  |  |  |                                           |
|                        |  |  |  |  |  |  |  |                                          |  |  |  |  |  |  |  |                                        |  |  |  |  |  |  |  | 10. Prins Fredrik Ludvig, prins av Wales  |
|                        |  |  |  |  |  |  |  |                                          |  |  |  |  |  |  |  |                                        |  |  |  |  |  |  |  |                                           |
|                        |  |  |  |  |  |  |  |                                          |  |  |  |  |  |  |  | 5. Caroline Mathilde av Storbritannien |  |  |  |  |  |  |  |                                           |
|                        |  |  |  |  |  |  |  |                                          |  |  |  |  |  |  |  |                                        |  |  |  |  |  |  |  |                                           |
|                        |  |  |  |  |  |  |  |                                          |  |  |  |  |  |  |  |                                        |  |  |  |  |  |  |  | 11. Augusta av Sachsen-Gotha              |
|                        |  |  |  |  |  |  |  |                                          |  |  |  |  |  |  |  |                                        |  |  |  |  |  |  |  |                                           |
| 1. Caroline av Danmark |  |  |  |  |  |  |  |                                          |  |  |  |  |  |  |  |                                        |  |  |  |  |  |  |  |                                           |
|                        |  |  |  |  |  |  |  |                                          |  |  |  |  |  |  |  |                                        |  |  |  |  |  |  |  | 12. Lantgreve Fredrik II av Hessen-Kassel |
|                        |  |  |  |  |  |  |  |                                          |  |  |  |  |  |  |  |                                        |  |  |  |  |  |  |  |                                           |
|                        |  |  |  |  |  |  |  |                                          |  |  |  |  |  |  |  | 6. Lantgreve Karl II av Hessen-Kassel  |  |  |  |  |  |  |  |                                           |
|                        |  |  |  |  |  |  |  |                                          |  |  |  |  |  |  |  |                                        |  |  |  |  |  |  |  |                                           |
|                        |  |  |  |  |  |  |  |                                          |  |  |  |  |  |  |  |                                        |  |  |  |  |  |  |  | 13. Maria av Storbritannien               |
|                        |  |  |  |  |  |  |  |                                          |  |  |  |  |  |  |  |                                        |  |  |  |  |  |  |  |                                           |
|                        |  |  |  |  |  |  |  | 3. Maria Sofia Fredrika av Hessen-Kassel |  |  |  |  |  |  |  |                                        |  |  |  |  |  |  |  |                                           |
|                        |  |  |  |  |  |  |  |                                          |  |  |  |  |  |  |  |                                        |  |  |  |  |  |  |  |                                           |
|                        |  |  |  |  |  |  |  |                                          |  |  |  |  |  |  |  |                                        |  |  |  |  |  |  |  | 14. Samma som 8.                          |
|                        |  |  |  |  |  |  |  |                                          |  |  |  |  |  |  |  |                                        |  |  |  |  |  |  |  |                                           |
|                        |  |  |  |  |  |  |  |                                          |  |  |  |  |  |  |  | 7. Louise av Danmark                   |  |  |  |  |  |  |  |                                           |
|                        |  |  |  |  |  |  |  |                                          |  |  |  |  |  |  |  |                                        |  |  |  |  |  |  |  |                                           |
|                        |  |  |  |  |  |  |  |                                          |  |  |  |  |  |  |  |                                        |  |  |  |  |  |  |  | 15. Samma som 9.                          |
|                        |  |  |  |  |  |  |  |                                          |  |  |  |  |  |  |  |                                        |  |  |  |  |  |  |  |                                           |